# Waterslag (bouwkunde)

Een waterslag of raamdorpel (Belgisch-Nederlands: vensterdorpel) is een gevelonderdeel dat voorkomt dat regenwater direct op of in de onderliggende gevel loopt. 
De raamdorpels of waterslagen worden onder de onderdorpel van een kozijn aangebracht, steken iets buiten de gevel (overstek) en lopen schuin af zodat het water dat van de kozijnen komt de gelegenheid heeft er af te lopen. Vuil dat met het water meekomt loopt hierdoor ook niet direct langs de gevel.
Waterslagen worden van verschillende materialen gemaakt zoals kunststof, metalen (aluminium, zetwerk), beton of steenachtige materialen (hardsteen, bakstenen, raamdorpelstenen). Bij steen of beton spreekt men vooral van een raamdorpel, terwijl men bij metalen of kunststof van een waterslag spreekt. Steenachtige raamdorpels hebben aan de onderzijde vaak een zogenaamd druip- of waterhol, waardoor het water niet langs de onderzijde kan kruipen en zo in de gevel trekt.
De metalen waterslagen zijn aan de onderzijde voorzien van een lekrand.

## Lekdorpels
Een variant op raamdorpelsteen of waterslag is de lekdorpel, wat eigenlijk een korte waterslag is. Lekdorpels worden vaak toegepast bij kozijnen met een kleine negge of bij de overgang tussen verschillende gevelmaterialen die niet in hetzelfde vlak liggen.